# Campionato centroamericano e caraibico di calcio 1941
Il Campionato centroamericano e caraibico di calcio 1941 (CCCF Championship 1941) fu la prima edizione della competizione calcistica per nazione organizzata dalla CCCF. La competizione si svolse in Costa Rica dall'8 maggio al 18 maggio 1941 e vide la partecipazione di cinque squadre: Costa Rica, Curaçao e Dipendenze, El Salvador, Nicaragua, e Panama.
La manifestazione venne vinta in casa dalla Costa Rica.
La CCCF organizzò questa competizione dal 1941 al 1961, anno in cui la CCCF si unì con la NAFC per formare la CONCACAF che istituì il Campionato CONCACAF a partire dal 1963.

## Formula
- Qualificazioni

Nessuna fase di qualificazione. Le squadre sono qualificate direttamente alla fase finale.
- Fase finale

Girone unico - 5 squadre: giocano partite di sola andata. La prima classificata si laurea campione CCCF.

## Stadi
| San José                       | San José |
| Estadio Nacional de Costa Rica | San José |
| Capienza: 25.000               | San José |
|                                | San José |

## Squadre partecipanti
| Pr. | Squadra              | Data di qualificazione certa | Partecipante in quanto | Partecipazioni precedenti al torneo | Ultima presenza |
| --- | -------------------- | ---------------------------- | ---------------------- | ----------------------------------- | --------------- |
| 1   | Costa Rica           | -                            | Qualificata di diritto | -                                   | Esordiente      |
| 2   | Curaçao e Dipendenze | -                            | Qualificata di diritto | -                                   | Esordiente      |
| 3   | El Salvador          | -                            | Qualificata di diritto | -                                   | Esordiente      |
| 4   | Nicaragua            | -                            | Qualificata di diritto | -                                   | Esordiente      |
| 5   | Panama               | -                            | Qualificata di diritto | -                                   | Esordiente      |

Nella sezione "partecipazioni precedenti al torneo", le date in grassetto indicano che la nazione ha vinto quella edizione del torneo, mentre le date in corsivo indicano la nazione ospitante.

## Fase finale

### Girone unico

#### Classifica
| Pos | Squadra              | P.ti | G | V | N | P | GF | GS | DR  |
| --- | -------------------- | ---- | - | - | - | - | -- | -- | --- |
| 1   | Costa Rica           | 8    | 4 | 4 | 0 | 0 | 23 | 5  | +18 |
| 2   | El Salvador          | 5    | 4 | 2 | 1 | 1 | 15 | 8  | +7  |
| 3   | Curaçao e Dipendenze | 4    | 4 | 1 | 2 | 1 | 16 | 12 | +4  |
| 4   | Panama               | 3    | 4 | 1 | 1 | 2 | 11 | 16 | -5  |
| 5   | Nicaragua            | 0    | 4 | 0 | 0 | 4 | 5  | 29 | -24 |

#### Risultati
| San José 8 maggio 1941 | Curaçao e Dipendenze | 3 – 3 | Panama | Estadio Nacional de Costa Rica |

| San José 10 maggio 1941 | Costa Rica | 7 – 2 | Nicaragua | Estadio Nacional de Costa Rica |

| San José 11 maggio 1941 | El Salvador | 2 – 2 | Curaçao e Dipendenze | Estadio Nacional de Costa Rica |

| San José 11 maggio 1941 | Costa Rica | 7 – 0 | Panama | Estadio Nacional de Costa Rica |

| San José 13 maggio 1941 | Costa Rica | 6 – 2 | Curaçao e Dipendenze | Estadio Nacional de Costa Rica |

| San José 13 maggio 1941 | El Salvador | 8 – 0 | Nicaragua | Estadio Nacional de Costa Rica |

| San José 15 maggio 1941 | El Salvador | 4 – 3 | Panama | Estadio Nacional de Costa Rica |

| San José 15 maggio 1941 | Curaçao e Dipendenze | 9 – 1 | Nicaragua | Estadio Nacional de Costa Rica |

| San José 18 maggio 1941 | Panama | 5 – 2 | Nicaragua | Estadio Nacional de Costa Rica |

| San José 18 maggio 1941 | Costa Rica | 3 – 1 | El Salvador | Estadio Nacional de Costa Rica |